# ژاپن در المپیک تابستانی ۱۹۲۰

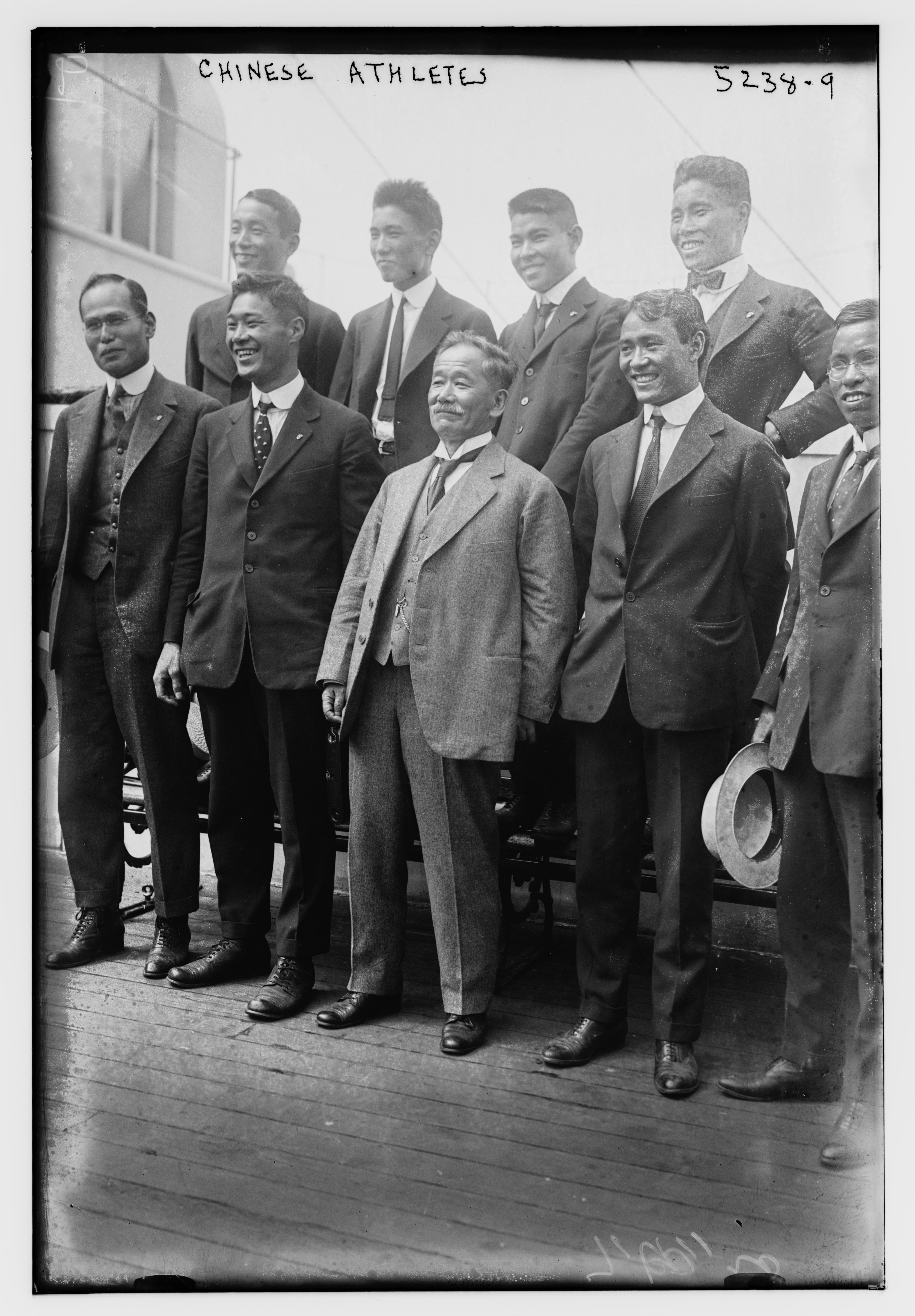
عکس تیمی از ورزشکاران ژاپنی را نشان می‌دهد که احتمالاً در راه بازی‌های المپیک ۱۹۲۰ در آنتورپ، بلژیک هستند.

ژاپن در بازی‌های المپیک تابستانی ۱۹۲۰ که در شهر آنتورپ بلژیک برگزار شد، کاروان ژاپن با ۱۵ ورزشکار در این رقابت‌ها شرکت کرد و موفق به کسب ۲ مدال (۰ طلا، ۲ نقره، ۰ برنز) شد. در جدول رتبه‌بندی توزیع مدال‌ها، ژاپن در ردهٔ ۱۷ مسابقات قرار گرفت.